# Танзимат
Танзимат (осман. تنظيمات, трансліт. Tanẓîmât, досл. «впорядкування» Turkish: [tanziˈmat]
) — період в історії Османської імперії, позначений спробами осучаснення економіки та державного устрою, а також назва самих цих реформ. Зазвичай початком доби Танзимата вважають оприлюднення Гюльханейського хат-і шеріфа у 1839 р., а завершенням — проголошення конституції Османської імперії в 1876 р. або ж переворот Абдул-Гаміда II і встановлення деспотичного режима «зулюма».

## Гюльханейський хат-і шеріф
3 листопада 1839, при сходженні на престол, султан Абдулмеджид І видав знаменитий хат-і шеріф, який отримав назву Гюльханейського (Гюльхане — «житло троянд», назва площі, де він був оголошений). Це був маніфест, що визначав принципи, яким мав намір слідувати уряд Османської імперії:
- Забезпечення всім підданим досконалої безпеки щодо їх життя, честі та майна;
- Правильний спосіб розподілу та справляння податків;
- Настільки ж вірний спосіб набору солдатів.

Визнавалося необхідним змінити розподіл податків в сенсі їх зрівняльності і відмовитися від системи здачі їх на відкуп, визначити витрати на сухопутні і морські сили; встановити публічність судочинства. Всі ці пільги поширювалися на всіх підданих султана без відмінності віросповідань. Сам султан приніс присягу на вірність хат-і шерифу. Залишалося здійснити обіцянку насправді.
Реформи розпочаті ще попередником Абдул-Меджида, султаном Махмудом, що знищив яничарів, і мали дати країні нову політичну й адміністративну організацію. Головним поборником Танзимату був Решид-паша.
Наслідки не виправдали надій, що покладалися на Танзимат в Західній Європі. Відродити Османську імперію він не зміг.